# Der Schweinehirt (2017)
Der Schweinehirt ist eine Neuverfilmung des gleichnamigen Märchens von Hans Christian Andersen für die Märchenfilmreihe Sechs auf einen Streich der ARD.

## Handlung
Das kleine Königreich Lichterwald steht vor dem Bankrott. Die Königin drängt daher ihren Sohn Augustin, eine wohlhabende Prinzessin zu heiraten, um das Königreich zu retten. Augustin ist aber mehr daran interessiert, sein Leben zu genießen. Als er von seiner Mutter an seine Pflichten als Prinz des Königreiches Lichterwald erinnert wird, beschließt er, nicht die Prinzessin eines anderen Königreiches zu ehelichen, sondern sogleich die Kaisertochter Victoria.
Das Wertvollste, was dem Königreich Lichterwald geblieben ist, ist eine Nachtigall, die jedes Lied singen kann, und eine Rose, deren Duft alle Sorgen verfliegen lässt. Prinz Augustin nimmt die Nachtigall und die Rose mit an den Kaiserhof, um das Herz der Kaisertochter zu gewinnen, aber sie liebt nur Tand aus Menschenhand, sodass sie Augustin erst gar nicht empfängt.
So schnell lässt sich der Prinz jedoch nicht abweisen und verdingt sich als Schweinehirt am Kaiserhof, um seiner Angebeteten nahe zu sein. In dem Krämerladen Schief & Krumm tauscht er seine Nachtigall und seine Rose gegen einen Topf, der gleichzeitig Seifenblasen und Lieder hervorzaubern kann, und eine wundersame Ratsche ein, um doch noch das Herz der Kaisertochter zu erobern. Die Kaisertochter ist von diesem Schnickschnack begeistert und will die beiden Dinge unbedingt haben, aber der Schweinehirt Augustin verlangt erst 10, dann 100 Küsse dafür. Sie ist empört, was dieser Schweinehirt von ihr verlangt, aber sie willigt schließlich trotz dieser Unverfrorenheit ein. Langsam kommen die beiden sich näher und Victoria löst innerhalb von zwei Tagen ihr Versprechen von 100 Küssen ein.
Der Kaiser sucht seine Tochter im Park auf, um ihr mitzuteilen, dass er am morgigen Tage auf dem Hofball ihre Verlobung mit dem steinreichen Prinzen Ferdinand von Wasserfelde verkünden will. Victoria ist verzweifelt. Ihr wird bewusst, Prinz Augustin aufrichtig zu lieben und gesteht ihm ihre Liebe in einem rührenden Brief. Auch Augustin ist nun sicher, dass Victoria die richtige Frau für ihn ist.
Von den beiden Krämern Schief & Krumm erbittet er fürstliche Kleidung. Er will auf dem Ball beweisen, der richtige Bewerber für Victoria zu sein. Unter falschem Namen geht er gemeinsam mit den Krämern, die sich als seine Gefolgschaft ausgeben, zum Ball. Der arrogante Prinz Ferdinand kann es mittlerweile kaum mehr erwarten, seine Braut kennenzulernen. Victoria fordert ihn zum Tanz auf. Bei einem Contredanse gelingt es Victoria und Augustin, für einen kurzen Moment unbeobachtet miteinander zu sprechen. Augustin erklärt, Victoria vor ihrem größten Unglück bewahren zu wollen. Die beiden fliehen aus dem Ballsaal und gestehen sich in Victorias Privatgemächern ihre Liebe. Der Kaiser überrascht die Liebenden dort, fordert von Victoria eine Erklärung und droht ihr mit Enterbung. In diesem Moment verlässt sie der Mut und sie leugnet, den Schweinehirten geküsst zu haben. 
Der Kaiser drängt sie zur Heirat mit Prinz Ferdinand. Auch Augustins Mutter hat eine neue „Partie“ für ihren Sohn aufgetan: Kunigunde, die Tochter ihres Hauptgläubigers. Victoria will Schweinhirtin werden, um Augustin ihre Liebe zu beweisen. Von dem echten Schweinehirten erfährt sie, dass Augustin ein Prinz und in sein Königreich zurückgekehrt ist. Sie bittet die beiden Krämer Schief & Krumm, ihr Rose und Nachtigall zu überlassen, um diese dem Prinzen zurückzubringen. Sie erreicht das Königreich direkt am Hochzeitstag von Prinz Augustin.
Während der Trauungszeremonie lässt sie die Nachtigall frei, die sich auf dem Fenstersims niederlässt und ein Lied singt. Augustin weiß, dass Victoria zu ihm zurückgekehrt ist. Als Victoria das Königreich verlassen will, holt Prinz Augustin sie ein. Die beiden gestehen sich erneut ihre Liebe und Augustin bittet Victoria, seine Frau zu werden, auch ohne Reichtum und finanzielle Mittel. Der Kaiser, der seiner Tochter nachgeritten ist, gibt schließlich den Liebenden ebenfalls seinen Segen.

## Hintergrund
Der rbb produzierte die Neuverfilmung. Die Aufnahmen begannen am 5. Juli 2017 und wurden am 26. Juli 2017 beendet. Drehorte waren Schloss Friedrichsfelde, Schloss Wiesenburg, Burg Rabenstein, die Paltrockwindmühle Langerwisch, der Schlosspark Petzow und die Zitadelle Spandau.